# Cantonul Saint-Just-en-Chevalet
Cantonul Saint-Just-en-Chevalet este un canton din arondismentul Roanne, departamentul Loire, regiunea Rhône-Alpes, Franța.

## Comune
| Comune                 | Populație (1999) | Cod poștal | Cod INSEE |
| ---------------------- | ---------------- | ---------- | --------- |
| Champoly               | 276              | 42430      | 42047     |
| Cherier                | 449              | 42430      | 42061     |
| Cremeaux               | 932              | 42260      | 42076     |
| Juré                   | 243              | 42430      | 42116     |
| Saint-Just-en-Chevalet | 1 209            | 42430      | 42248     |
| Saint-Marcel-d'Urfé    | 299              | 42430      | 42255     |
| Saint-Priest-la-Prugne | 462              | 42830      | 42276     |
| Saint-Romain-d'Urfé    | 257              | 42430      | 42282     |
| La Tuilière            | 300              | 42830      | 42314     |
| Chausseterre           | 256              | 42430      | 42339     |